# Lijst van voetbalinterlands Chili - Nederland (vrouwen)
Deze lijst van voetbalinterlands is een overzicht van alle voetbalwedstrijden tussen de nationale vrouwenteams van Chili en Nederland. Chili en Nederland hebben één keer tegen elkaar gespeeld, een vriendschappelijk duel op 9 april 2019 in Alkmaar.

## Wedstrijden
| № | Plaats  | Datum        | Competitie        | Wedstrijd         | Uitslag |
| - | ------- | ------------ | ----------------- | ----------------- | ------- |
| 1 | Alkmaar | 9 april 2019 | Vriendschappelijk | Nederland − Chili | 7 − 0   |

## Samenvatting
| Competitie        | Totaal gespeeld | Winst Chili | Gelijk | Winst Nederland | Doelsaldo Chili – Nederland |
| ----------------- | --------------- | ----------- | ------ | --------------- | --------------------------- |
| Vriendschappelijk | 1               | 0           | 0      | 1               | 0 − 7                       |
| Totaal            | 1               | 0           | 0      | 1               | 0 − 7                       |